# Krisztusszem
A krisztusszem (Tolpis) (régies magyar nevén: szálkabúb) az őszirózsafélék növénycsaládjának egyik nemzetsége mintegy félszáz fajjal.

## Származása, elterjedése
Szubtrópusi éghajlaton: a Mediterráneumban és Makaronéziában honos. A fajok többsége a Kanári-szigeteken endemikus.

## Fajok
- Tolpis azorica
- szakállas krisztusszem (Tolpis barbata)
- Tolpis calderae
- Tolpis capensis
- Tolpis coronopifolia
- Tolpis crassiuscula
- Tolpis crinita
- Tolpis crithmifolia
- Tolpis farinulosa
- Tolpis filiformis
- Tolpis glabrescens — Tenerife szigetén, az Anaga-hegységben bennszülött faj
- Tolpis laciniata
- Tolpis lagopoda
- Tolpis liouvillei
- Tolpis macrorhiza
- Tolpis mbalensis
- Tolpis nemoralis
- Tolpis proustii
- Tolpis staticifolia
- Tolpis succulenta
- Tolpis virgata
- Tolpis virgata
- Tolpis webbii (Tolpis abyssinica)
- Tolpis ambigua
- Tolpis baetica
- Tolpis barbata
- Tolpis biaristata
- Tolpis bivonae
- Tolpis canariensis
- Tolpis concolor
- Tolpis cretica
- Tolpis dichroa
- Tolpis discolor
- Tolpis eriantha
- Tolpis farinulosa
- Tolpis glabrescens
- Tolpis ×grossi
- Tolpis lagopoda
- Tolpis macrodonta
- Tolpis macrorhiza
- Tolpis macrorhiza
- Tolpis nobilis
- Tolpis pallidiflora
- Tolpis prolifera
- Tolpis pygmaea
- Tolpis quercifolia
- Tolpis quinqueradiata
- Tolpis virgata
- Tolpis webbii

## Megjelenése, felépítése
Alacsony lágyszárú. Kaszattermése hengeres, bordázott.

## Életmódja, termőhelye
Egyes fajok egynyáriak, mások évelők; a makaronéziai fajok jellemzően a babérlombú erdők gyepszintjében élnek.

## Felhasználása
Egyes fajait — így a szakállas krisztusszemet is — dísznövénynek ültetik. Több faj jelentős mézelő növény.